# Vườn quốc gia Patvinsuo
Vườn quốc gia Patvinsuo (Patvinsuon kansallispuisto) là một vườn quốc gia ở Đông Phần Lan. Vườn quốc gia này được lập năm 1982 và có diện tích 105 kilômét vuông (41 dặm vuông Anh). Có 80 kilômét (50 mi) đường mòn đi bộ được đánh dấu trong khu vực này.